# Barbara Zweig
Barbara Zweig (* 15. August 1866 in Wien; † 20. April 1929 ebenda) war eine österreichische Dramatikerin. Weiters war sie unter dem Namen Betty Zweig bzw. Betti Zweig bekannt.

## Leben und Karriere
Barbara Zweig wurde am 15. August 1866 in der zum damaligen Kaisertum Österreich gehörenden Stadt Wien geboren. Um das Jahr 1904 wurde ihr erstes bekanntes Werk mit dem Titel Katharina von Alexandrien, ein Schauspiel in 4 Aufzügen, veröffentlicht. Nachdem sie im Jahre 1907 das Schauspiel Liebe um Liebe herausgebracht hatte, folgten im Jahre 1911 das Schauspiel Christabend sowie das Stück Ein Wettstreit. Besonders produktiv war Zweig um das Jahr 1912, in dem Werke wie Zwei Schwestern, Der Hexenschuss, Der neue Hut, Die versöhnenden Krapfen, Die Osterglocken, Die Liebe siegt oder Maiglöckchen – zumeist Lust- und Schauspiele – zu Erstaufführungen fanden.
1913 veröffentlichte sie das Schauspiel Nesthäkchen, ein Stück in fünf Akten. Im selben Jahr wurde auch das Stück Heinzelmännchen zur Aufführung gebracht, ehe im darauffolgenden Jahr die Stücke Die Waise, Die Dichternärrin sowie das Festspiel Die Sonne unseres Lebens folgten. Im Jahre 1915 publizierte sie Eine ruhige Partei und das Schauspiel Die Freundinnen. Ein Jahr später brachte sie Gottes Wege sind wunderbar und Ein Namenstagmärlein auf die Bühne. Nachdem sie in den darauffolgenden Jahren noch Das verlobte Großmütterlein (1919) und Die Dienerin unserer lieben Frau (1920) herausgebracht hatte, veröffentlichte sie 1922 noch das Schauspiel in 4 Akten mit dem Titel Mutterliebe. Am 20. April 1929 verstarb Zweig 62-jährig in der mittlerweile zu Österreich gehörenden Bundeshauptstadt, in der sie zuletzt als Pfründnerin gelebt hatte.

## Werke (Auswahl)
- 1904: Katharina von Alexandrien oder Der Stern des Heiles (Schauspiel in 4 Aufzügen)
- 1907: Liebe um Liebe (Schauspiel; Einakter)
- 1911: Christabend (Schauspiel)
- 1911: Ein Wettstreit (Festspiel)
- 1912: Zwei Schwestern (Spiel)
- 1912: Der Hexenschuss (Schwank)
- 1912: Der neue Hut (Lustspiel)
- 1912: Die versöhnenden Krapfen (Lustspiel)
- 1912: Die Osterglocken (Schauspiel)
- 1912: Die Liebe siegt (Schauspiel)
- 1912: Maiglöckchen. Schauspiel in drei Aufzügen für marcanische Kongregationen
- 1913: Nesthäkchen (Schauspiel in 5 Aufzügen)
- 1913: Heinzelmännchen (Spiel)
- 1914: Die Waise (Schauspiel)
- 1914: Die Sonne unseres Lebens. Festspiel zu Ehren des allerheiligsten Altarsakramentes
- 1914: Die Dichternärrin (Lustspiel)
- 1915: Eine ruhige Partei (Spiel)
- 1915: Die Freundinnen (Schauspiel)
- 1916: Gottes Wege sind wunderbar. Kleiner Zweiakter für die Weihnachtszeit
- 1916: Ein Namenstagmärlein. Festspiel zum Namensfeste einer Lehrerin oder Vereinsleiterin
- 1919: Das verlobte Großmütterlein (Lustspiel)
- 1920: Die Dienerin unserer lieben Frau (Spiel)
- 1922: Mutterliebe (Schauspiel in 4 Aufzügen)